# Pic Keele
Le pic Keele (en anglais Keele Peak) est le point culminant des monts Mackenzie et Selwyn qui forment la frontière entre le Yukon et les territoires du Nord-Ouest du Canada, même si le sommet proprement dit est à 20 km à l'intérieur des terres du Yukon. C'est une montagne rocheuse et massive qui comporte plusieurs glaciers. Le Keele reste difficile d'accès malgré la piste la plus proche (la Canol Road) qui passe à environ 30 km du sommet. 
Le nom de cette montagne provient de Joseph Keele (1862-1923), explorateur et géologue. Né en Irlande, il vint au Canada à l'adolescence. Adulte, il organisa des expéditions pour cartographier les filons d'or du Yukon. Il mourut peu après un voyage en Égypte, où il avait visité la tombe de Toutankhamon récemment découverte.